# Anoba haga
Anoba haga là một loài bướm đêm trong họ Erebidae.